# Alison Fernandez
Alison Fernandez (* 20. Juli 2005 in New York City, New York) ist eine US-amerikanische Schauspielerin. Bekanntheit erlangte sie vor allem durch ihre Rolle als Lucy Mills aus der Serie Once Upon a Time – Es war einmal ….

## Leben und Karriere
Alison Fernandez wuchs im New Yorker Bezirk Brooklyn auf und sammelte erste Schauspielerfahrungen bereits im Alter von fünf Jahren am Communitytheater. Bald darauf wurde sie für Werbespots gebucht, darunter für Macy’s und Toys"R"Us. Ihre ältere Schwester Sabrina war in der Kindheit ebenfalls in einigen Rollen auf der Bühne zu sehen. Seit ihrer Kindheit wird sie von ihrem Vater gemanagt. Heute lebt sie in Los Angeles, betreibt Turnen, Cheerleading und ist Trägerin des Schwarzen Gürtels in der Kampfsportart Taekwondo. Während Dreharbeiten wird sie am Set von einem Privatlehrer unterrichtet.
2011 gab sie mit einer wiederkehrenden Rolle als Zoe amaro in der Serie Law & Order: Special Victims Unit ihr Schauspieldebüt vor der Kamera. Bis 2015 stand sie für insgesamt zehn Episoden der langlebigen Serie vor der Kamera. Zwischen 2013 und 2015 war trat sie als Eva in einer kleinen Rolle in Orange Is the New Black auf. 2014 war sie in Teenage Mutant Ninja Turtles das erste Mal in einem Spielfilm zu sehen, wenngleich sie auch im Abspann nicht gelistet wurde. Anschließend war sie vor allem in Gastrollen zu sehen bzw. zu hören, darunter die Serien Another Period, Fresh Off the Boat und Clarence. 2017 war sie Actionfilm Logan – The Wolverine als Delilah in einer Nebenrolle zu sehen.
Von 2016 bis 2019 trat Fernandez in der jüngeren Version, der von Gina Rodriguez verkörperten Hauptfigur Jane Villanueva in Jane the Virgin auf. Von 2017 bis 2018 spielte sie als Lucy Mills eine der Hauptrollen der siebten Staffel von Once Upon a Time – Es war einmal … und konnte damit ihre Bekanntheit steigern. Bereits in der sechsten Staffel trat sie in dieser Rolle in der Serie auf. Seit 2019 ist sie als Amber in einer der Hauptrollen der Comedyserie Team Kaylie zu sehen.

## Filmografie (Auswahl)
- 2011–2015: Law & Order: Special Victims Unit (Fernsehserie, 10 Episoden)
- 2013–2015: Orange Is the New Black (Fernsehserie, 4 Episoden)
- 2014: Teenage Mutant Ninja Turtles
- 2014: Most of My Memoirs Are Plagiarized
- 2015: One Bad Choice (Fernsehserie, Episode 1x06)
- 2016: The Curious Kitty & Friends (Fernsehfilm, Stimme)
- 2016: Another Period (Fernsehserie, Episode 2x06)
- 2016: Fresh Off the Boat (Fernsehserie, 2 Episoden)
- 2016: Clarence (Fernsehserie, Episode 2x29, Stimme)
- 2016–2017: We Bare Bears – Bären wie wir (We Bare Bears, Fernsehserie, 5 Episoden, Stimme)
- 2016–2019: Jane the Virgin (Fernsehserie, 4 Episoden)
- 2017: Logan – The Wolverine (Logan)
- 2017–2018: Once Upon a Time – Es war einmal … (Once Upon a Time, Fernsehserie, 24 Episoden)
- 2019: For the People (Fernsehserie, Episode 2x05)
- 2019: Devil’s Whisper
- 2019–2020: Team Kaylie (Fernsehserie, 20 Episoden)
- 2020–2021: Sydney to the Max (Fernsehserie, 2 Episoden)
- 2021: Zuhause bei Raven (Raven’s Home, Fernsehserie, Episode 4x10)